# Садова вулиця (Умань)

Біля Головного корпусу УДПУ, ліворуч від Вічного вогню, на розі Садової та Небесної сотні

Садо́ва вулиця — вулиця в Умані.

## Розташування
Починається від вулиці Спінози в центральній частині міста. Простягається на північний схід до дендропарку Софіївка і далі піднімається на Нову Умань до Новоуманської вулиці. Вулицю перетинає лише вулиця Надії Суровцової, а примикають ще 11.

## Опис
Вулиця неширока, спочатку всього односмугова, після перетину з вулицею Гайдамацькою по 1 смузі руху в кожен бік. Вулиця нерівна — то спускається, то піднімається. Між вулицями Шевченка та Гоголя розташований сквер Черняховського з пам'ятником Черняховському. Біля дендропарку вулиця перетинає річку Кам'янка, де збудовано міст.

## Походження назви
Вулиця названа через розташування на ній головного входу дендропарку Софіївка.

## Будівлі
По вулиці розташовані будинок книги, обидва корпуси УДПУ, загальноосвітня школа № 1, станція юних техніків, філія Черкаського кооперативного коледжу, міський центр зайнятості, дитяча школа мистецтв, музичне училище, дитяча поліклініка, готель «Дружба», головний вхід до дендропарку Софіївка. На вулиці розташовано багато історичних будинків — пам'яток архітектури: прибутковий будинок 1860 року (№ 21), житловий будинок XIX століття (№ 15), прибутковий будинок кінця XIX століття (№ 18), комерційний банк 1900 року (№ 3, станція юних техніків), готель «Гранд-Отель» 1900 року (№ 4, філія Черкаського кооперативного коледжу), міська управа 1912 року (№ 2, головний корпус УДПУ).

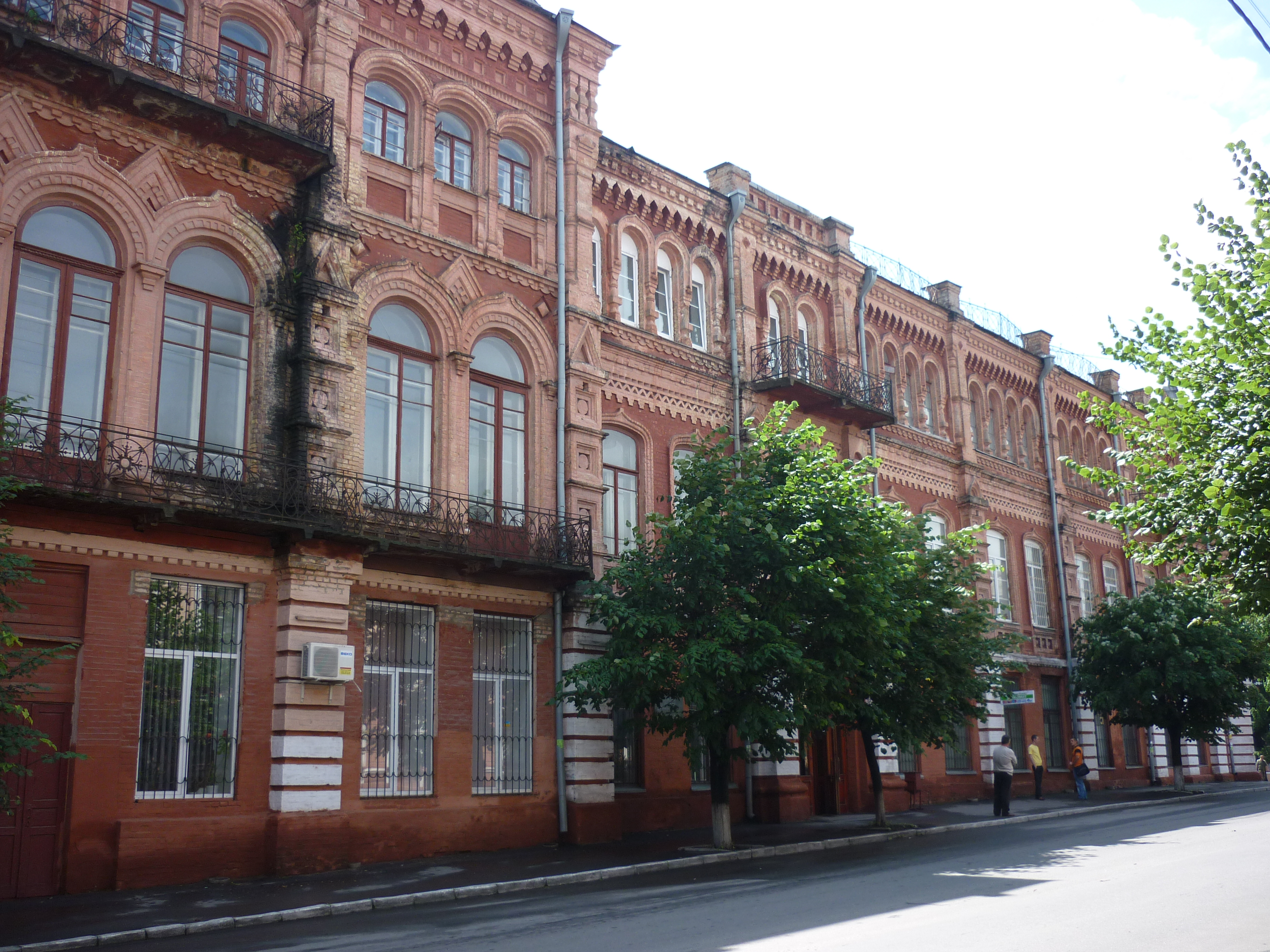
Головний корпус УДПУ
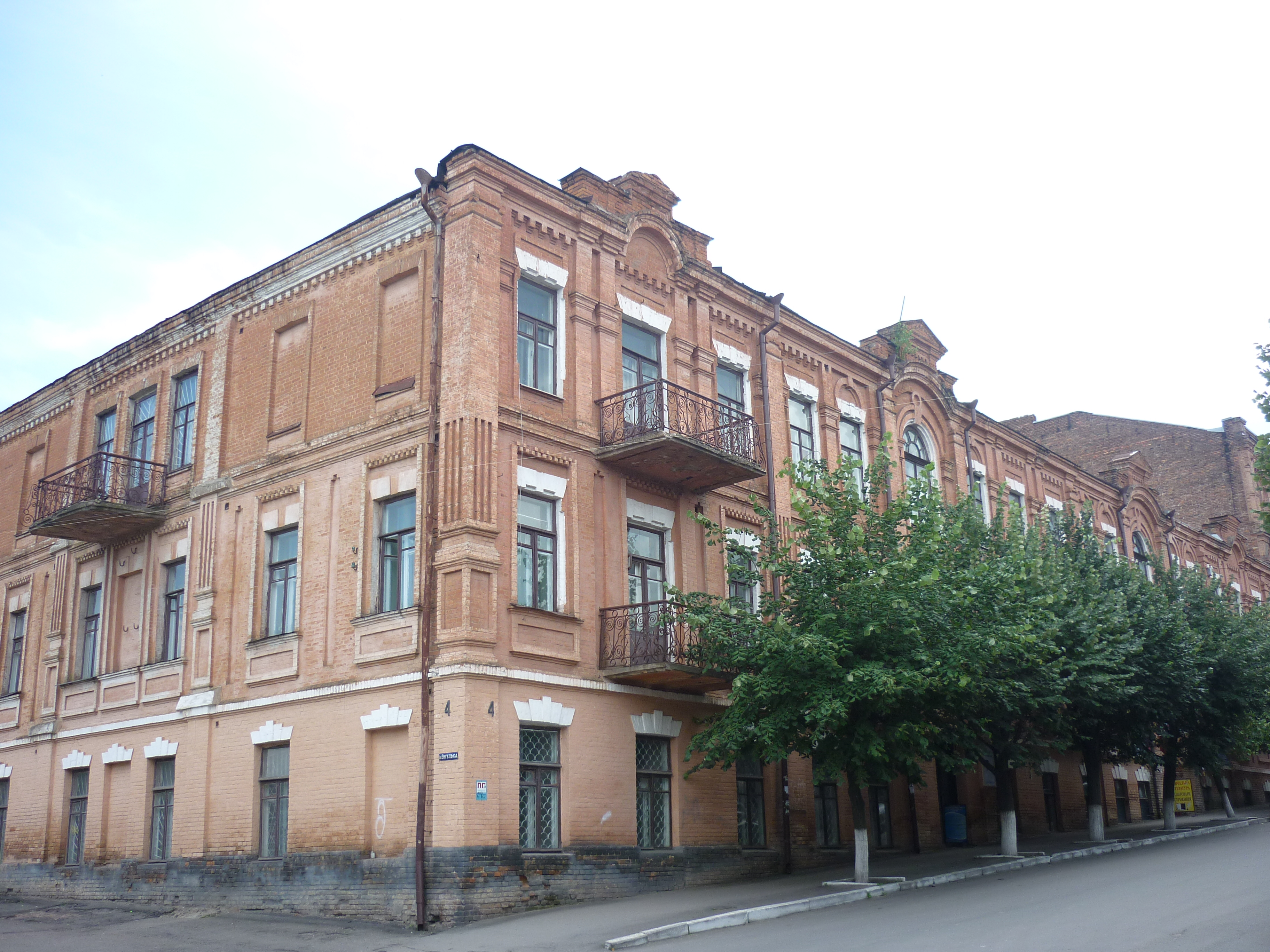
Філія Черкаського кооперативного коледжу (готель "Гранд-Отель" 1900 року)
Уманський міський центр зайнятості
Уманське музичне училище

| Умань | Це незавершена стаття про Умань. Ви можете допомогти проєкту, виправивши або дописавши її. |